# Обухов, Сергей Валентинович
Сергей Валентинович Обухов (3 октября 1964, Ижевск — 1 июля 2021) — советский футболист, полузащитник. Воспитанник ижевского футбола. Выступал за ижевские клубы «Зенит», «Газовик-Газпром» и «Металлист».

## Биография
Родился 3 октября 1964 года в Ижевске. Первый тренер — Виктор Коробейников, под его началом Обухов выступал за команду «Ижпланета», добивавшуюся хороших результатов на юношеском уровне. Вместе с ним там играли Андрей Иванов и Сергей Шиповский. После окончания школы Обухов стал футболистом местного «Зенита». За клуб Сергей выступал с 1982 по 1993 год, проведя за него более 200 матчей. В 1993 году он перешёл в Газовик–Газпром, где отыграл ещё два сезона.

## Достижения
- Обладатель Кубка РСФСР: 1988
- Чемпион Удмуртии: 1995

## Клубная статистика
| Выступление      | Выступление      | Выступление      | Лига | Лига | Кубок | Кубок | Итого | Итого |
| Клуб             | Лига             | Сезон            | Игры | Голы | Игры  | Голы  | Игры  | Голы  |
| ---------------- | ---------------- | ---------------- | ---- | ---- | ----- | ----- | ----- | ----- |
| Зенит (Ижевск)   | Д3               | 1982             | 1    | 0    | —     | —     | 1     | 0     |
| Зенит (Ижевск)   | Д3               | 1983             | 9    | 2    | —     | —     | 9     | 2     |
| Зенит (Ижевск)   | Д3               | 1984             | 29   | 0    | —     | —     | 29    | 0     |
| Зенит (Ижевск)   | Д3               | 1985             | 16   | 3    | —     | —     | 16    | 3     |
| Зенит (Ижевск)   | Д3               | 1986             | 28   | 2    | —     | —     | 28    | 2     |
| Зенит (Ижевск)   | Д3               | 1987             | 31   | 1    | 1     | 0     | 32    | 1     |
| Зенит (Ижевск)   | Д3               | 1988             | 32   | 3    | 1     | 0     | 33    | 3     |
| Зенит (Ижевск)   | Д3               | 1989             | 39   | 2    | 1     | 0     | 40    | 2     |
| Зенит (Ижевск)   | Д3               | 1990             | 39   | 1    | 2     | 0     | 41    | 1     |
| Зенит (Ижевск)   | Д3               | 1991             | 40   | 4    | —     | —     | 40    | 4     |
| Зенит (Ижевск)   | Д2               | 1992             | 34   | 4    | 2     | 0     | 36    | 4     |
| Зенит (Ижевск)   | Д2               | 1993             | 9    | 1    | 1     | 0     | 10    | 1     |
| Зенит (Ижевск)   | Итого            | Итого            | 307  | 27   | 8     | 0     | 315   | 27    |
| Газовик–Газпром  | Д2               | 1993             | 20   | 3    | —     | —     | 20    | 3     |
| Газовик–Газпром  | Д3               | 1994             | 13   | 1    | —     | —     | 13    | 1     |
| Газовик–Газпром  | Итого            | Итого            | 33   | 4    | —     | —     | 33    | 4     |
| Всего за карьеру | Всего за карьеру | Всего за карьеру | 340  | 31   | 8     | 0     | 348   | 31    |